# هانس گرونه
هانس گرونه (آلمانی: Hans Gruhne؛ زادهٔ ۵ اوت ۱۹۸۸) قایقران روئینگ اهل آلمان است.
وی در مسابقات کشوری و بین‌المللی در مجموع برندهٔ ۲ مدال طلا، ۱ مدال نقره، ۲ مدال برنز شده‌است.